# Badkhyzembia krivokhatskyi
Badkhyzembia krivokhatskyi  (лат.) — вид эмбий из семейства Paedembiidae. Эндемик Туркмении (Бадхызский заповедник, Кзыл-Джар, Южная Туркмения). Единственный представитель рода Badkhyzembia. Длина тела 20—23 мм, голова — 3,5—3,7 мм пронотум — 2,0—2,2 мм, мезонотум — 2,8—3,0 мм. Усики 20-члениковые. Глаза мелкие, голова вытянутая с длинными мандибулами. Самцы бескрылые.
Вид был описан в 2006 году российскими энтомологами А. В. Гороховым и Л. А. Анисюткиным (Зоологический институт РАН, Санкт-Петербург) и назван в честь ведущего научного сотрудника Лаборатории систематики насекомых ЗИН Виктора Анатольевича Кривохатского, обнаружившего типовой экземпляр во время полевой экспедиции 1978 году. Вместе с видом Paedembia afghanica Ross, 2006 выделен в отдельное семейство Paedembiidae Ross, 2006.